# Amilcare Sgalbazzi
Amilcare Sgalbazzi (né le 11 juin 1955 à Genivolta) est un coureur cycliste italien. Professionnel de 1977 à 1984, il a remporté une étape du Tour d'Italie 1979.

## Palmarès

### Palmarès amateur
- 1975
  - 2e du Baby Giro
- 1976
  - 5e étape du Baby Giro

### Palmarès professionnel
- 1979
  - 18e étape du Tour d'Italie
- 1981
  - 10e du Tour d'Italie

## Résultats sur les grands tours

### Tour de France
2 participations
- 1979 : abandon (9e étape)
- 1982 : abandon (8e étape)

### Tour d'Italie
7 participations
- 1977 : 17e
- 1979 : 14e, vainqueur de la 18e étape
- 1980 : abandon (20e étape)
- 1981 : 40e
- 1982 : 16e
- 1983 : 60e
- 1984 : 58e

### Tour d'Espagne
1 participation
- 1981 : 24e